# 康熙大帝 (小说)
《康熙大帝》是中国大陆作家二月河在1988年完成创作的一篇长篇历史小说。该书为二月河“皇帝系列”三部曲中的第一部，另外两部是《雍正皇帝》和《乾隆皇帝》。该书曾两度被改编为电视剧。

## 作者简介
二月河本名凌解放，中国大陆知名作家，河南南阳人。

## 作品简介
- 第一卷　《夺宫初政》 主要描写康熙帝登基、亲政及剪除鳌拜等故事情节。
- 第二卷　《惊风密雨》主要描写康熙帝裁撤三藩的故事情节。
- 第三卷　《玉宇呈祥》主要描写康熙帝治理河道、统一台湾及三征葛尔丹等故事情节。
- 第四卷　《乱起萧墙》主要描写康熙帝的诸皇子争夺皇位(即九王奪嫡)的故事情节。

## 作者自评
二月河曾表示在作品中对康熙帝有较多歌颂，没有负面描写。其中有部分内容经过艺术加工，但重大历史事件和重要历史人物是真实的。

## 作品改编
- 《康熙大帝》1993年电视剧，主要根据本书第一卷改编。陈建军饰演康熙帝，谭非翎饰演鳌拜，张梦棣饰演孝庄太皇太后，王刚饰演纳兰明珠，刘劲饰演顺治帝。
- 《康熙情锁金殿》1997年电视剧，北京红绿蓝影视广告中心与台湾景得传播联合制作。温兆伦饰演康熙帝，周绍栋饰演伍次友，归亚蕾饰演孝庄太皇太后，施羽饰演纳兰明珠。
- 《康熙王朝》2001年电视剧，导演是陈家林、刘大印，编剧是朱苏进，陈道明饰演康熙帝，斯琴高娃饰演孝庄太皇太后，高兰村饰演纳兰明珠，薛中锐饰演索额图，安亚平饰演魏东亭，茹萍饰演苏麻喇姑，李建群饰演容妃。

## 書籍
| 年份   | 書名                   | 作者   | 出版社         | ISBN               |
| 2001年 | 《康熙大帝（共四册）》 | 二月河 | 长江文艺出版社 | ISBN 9787535421012 |